# Dublin Corporation
Cet article court présente un sujet plus développé dans : Dublin City Council.
La Dublin Corporation (en irlandais : Bardas Bhaile Átha Cliath), connue par des générations d'habitants de Dublin comme simplement The Corpo et sous sa forme longue The Lord Mayor, Aldermen and Burgesses of the City of Dublin, est l'ancien nom donné au gouvernement de la ville et de son organisation administrative entre le XIIe siècle et le 1er janvier 2002. La Dublin Corporation est maintenant connue comme le Dublin City Council (en).